# Kaduna
Kaduna je glavni grad istoimene nigerijske savezne države i četvrti grad po brojnosti u Nigeriji, iza Lagosa, Kana i Ibadana. Nalazi se 180 km sjeverno od glavnog grada Abuje. Leži na istoimenoj rijeci i glavni je trgovački centar te prometno čvorište regije.
Grad su 1913. godine osnovale britanske kolonijalne vlasti.
Prema popisu iz 1991., Kaduna ima 993.642 stanovnika.